# Oskar Pfungst
Oskar Pfungst (1874-1933) fue un psicólogo y biólogo comparativo alemán. 

## Biografía

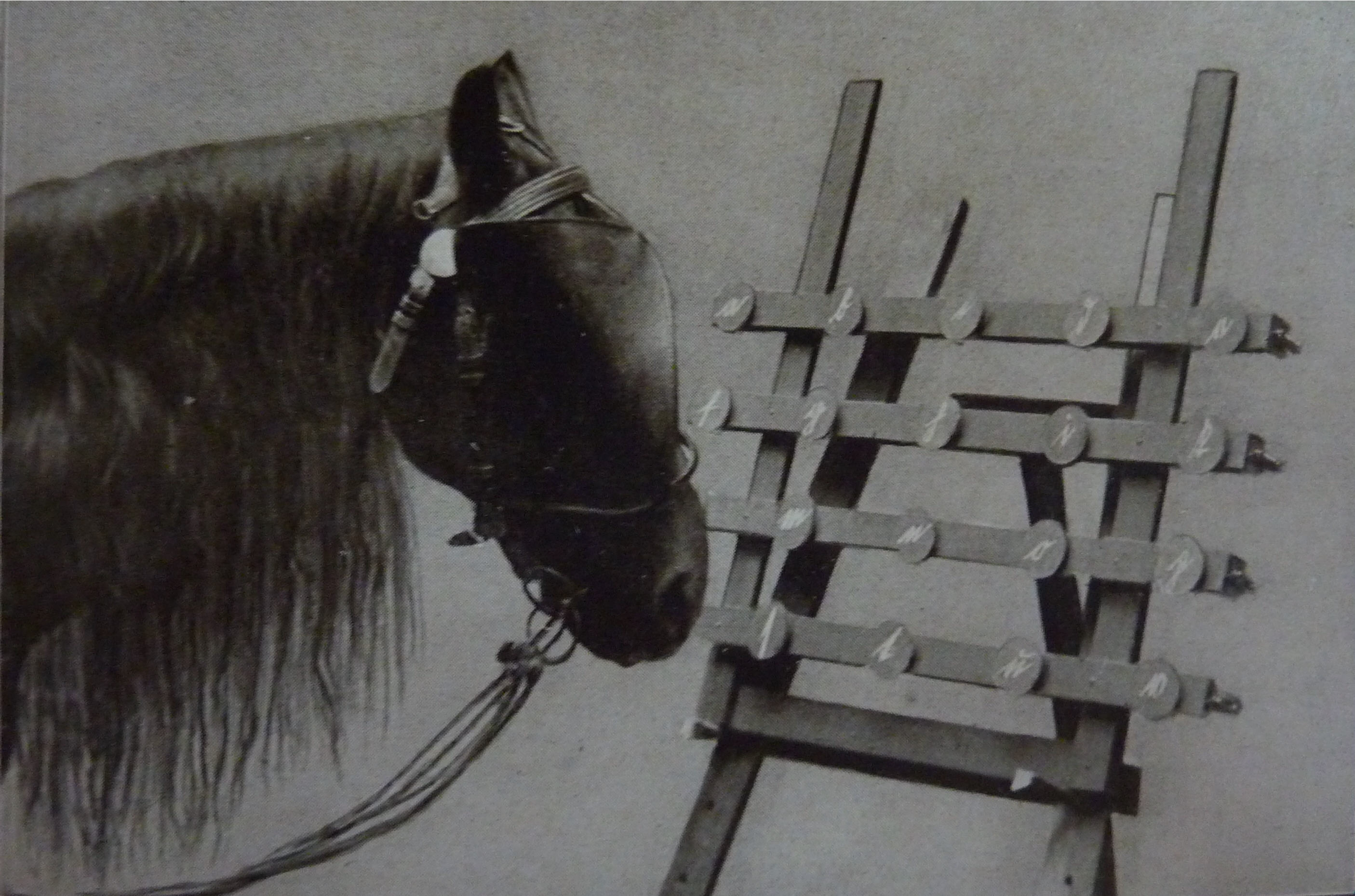
Hans en la máquina de escribir

Durante su voluntariado como asistente en el laboratorio del psicólogo alemán Carl Stumpf (1848-1936), Pfungst investigaría el caso del caballo Clever Hans, aparentemente capaz de solucionar una amplia serie de problemas aritméticos y juegos planteados por su propietario. Tras la realización de una investigación formal en 1907, Pfungst demostraría que el caballo en realidad no realizaba tales tareas intelectuales; estas, por el contrario, se encontraban condicionadas por la reacción de sus observadores humanos. Pfungst descubriría a través de su metodología de investigación este efecto, mediante el cual el caballo respondía directamente a pistas involuntarias emitidas en el lenguaje corporal de su entrenador humano sin que este se diera cuenta.
Aunque Pfungst publicó los resultados de su investigación en 1907, como Das Pferd des Herrn von Osten, no sería hasta su traducción posterior y publicación en inglés en 1911 que se diera a conocer su importante obra.
En 1912, sería propuesto para dirigir la Estación de Antropoides proyectada por la Academia Prusiana de Ciencias de Berlín en Tenerife. Esta función recaería finalmente en el graduado Eugen Teuber (1889-1957), primer director de la estación en la Casa Amarilla del Puerto de la Cruz.

## Legado
En honor al estudio de Pfungst, esta anomalía es conocida desde entonces como el efecto Clever Hans, resultando de gran importancia en el conocimiento sobre los efectos del observador y en estudios posteriores sobre cognición animal. 
Pfungst nunca alcanzó un grado académico avanzado, aunque más tarde recibiera un MD honorario de la Universidad de Fráncfort, impartiendo allí una conferencia. Según Zusne (1984), Pfungst publicaría tan sólo «unos quince títulos» en toda su carrera.